# Pasmo 2 m

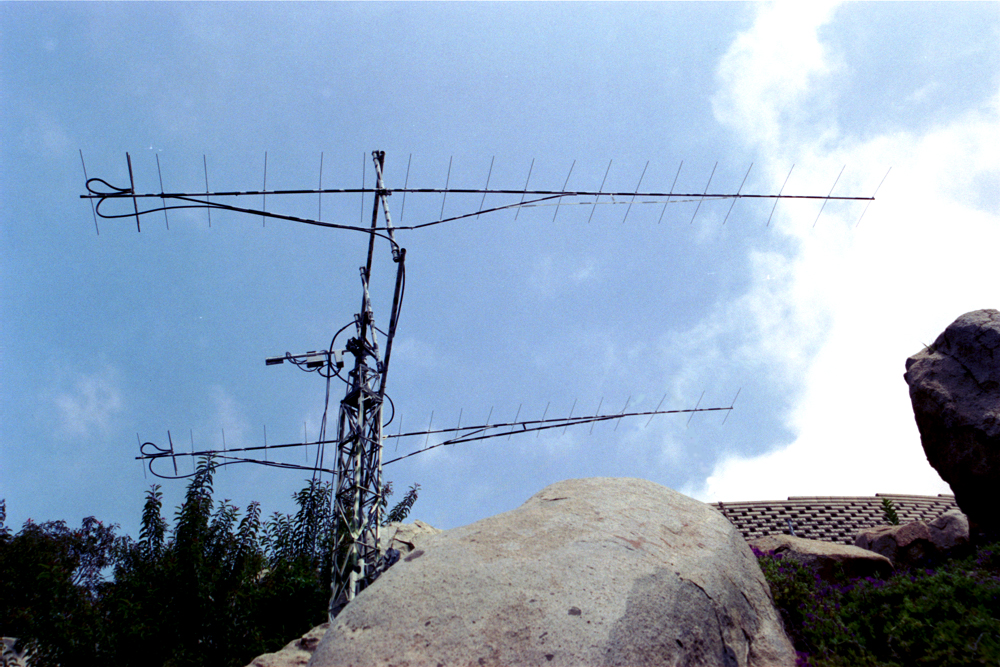
Anteny Yagi przeznaczone do łączności EME w paśmie 2 m

Pasmo 2 m – pasmo radiowe przyznane krótkofalowcom na całym świecie; zawierające się w zakresie fal metrowych.
Obejmuje zakres częstotliwości 144–146 MHz w I Regionie ITU (Europa, Afryka i Rosja) lub 144–148 MHz w II (Ameryka Północna i Południowa oraz Hawaje) i III (Azja i Oceania) Regionie ITU.

## Podział pasma 2 m[2]
| Częstotliwość w MHz | Maksymalna szerokość pasma w kHz | Rodzaje emisji   | Przeznaczenie                                                               | Przeznaczenie |
| ------------------- | -------------------------------- | ---------------- | --------------------------------------------------------------------------- | --- |
| 144,000 – 144,035   | 0,5                              | CW               |                                                                             | Tylko EME |
| 144,035 – 144,110   | 0,5                              | CW               | 144,050 144,100                                                             | Wywołanie CW Losowa MS |
| 144,110 – 144,150   | 0,5                              | CW, MGM          | 144,138 144,120 – 144,150                                                   | Centrum aktywności PSK31 Telegrafia FAI i EME (JT65)                                                                                     |
| 144,150 – 144,180   | 2,7                              | CW, MGM, SSB     | 144,150 – 144,160 144,160 – 144,180 144,170                                 | Centrum aktywności SSB – FAI i EME Alternatywny przydział MGM Alternatywne wywołanie MGM                                                 |
| 144,180 – 144,360   | 2,7                              | CW, SSB          | 144,195 – 144,205 144,300                                                   | Losowa MS SSB Wywołanie SSB |
| 144,360 – 144,399   | 2,7                              | CW, MGM, SSB     | 144,370                                                                     | Losowe wywołanie FSK441 |
| 144,400 – 144,490   | 0,5                              | CW, MGM          |                                                                             | Wyłącznie radiolatarnie |
| 144,500 – 144,794   | 20                               | Wszystkie emisje | 144,500 144,525 144,600 144,630 – 144,660 144,660 – 144,690 144,700 144,750 | Wywołanie SSTV Odpowiedź SSB na ATV Wywołanie RTTY Transpondery liniowe wyjścia Transpondery liniowe wejścia Wywołanie FAX Odpowiedź ATV |
| 144,794 – 144,990   | 12                               | MGM              | 144,800                                                                     | APRS |
| 144,994 – 145,194   | 12                               | FM               |                                                                             | Wejścia przemienników NBFM |
| 145,194 – 145,206   | 12                               | FM               |                                                                             | Komunikacja kosmiczna |
| 145,206 – 145,5935  | 12                               | FM               | 145,300 145,375 145,500                                                     | Lokalne RTTY Wywołanie DV Wywołanie mobile                                                                                               |
| 145,594 – 145,7935  | 12                               | FM               |                                                                             | Wyjścia przemienników NBFM |
| 145,794 – 145,806   | 12                               | FM               |                                                                             | Komunikacja kosmiczna |
| 145,806 – 146,000   | 12                               | Wszystkie emisje |                                                                             | Wyłącznie komunikacja satelitarna |